# Chao Phraya
Chao Phraya (thai: แม่น้ำเจ้าพระยา) är en 365 kilometer lång flod i Thailand. Chao Phraya bildas i norr i Nakhon Sawan där de två floderna Ping och Nan flyter samman och rinner ut i Siambukten söder om Bangkok. Stora städer längs floden förutom Nakhon Sawan och Bangkok är Uthai Thani, Chainat, Singburi, Ang Thong och Ayutthaya. Vid denna stad ansluter bifloderna Lopburi och Pasak.
I vissa äldre europeiska kartor benämns floden Mae Nam, där Me betyder "moder" och Nam "vatten".
Floden dränerar och bevattnar en stor del av jordbruket i med en mycket omfattande produktion av ris. Detta gäller särskilt norr om Bangkok upp till staden Nakhon Sawan.
Chao Phraya med alla sina bifloder har varit förutsättning för risproduktion i 1500 år, först Dvaravati-kulturen fram till 700-talet, sedan Hindu-riket fram till 1000-talet. Därefter kom khmerriket fram till 1300-talet, som avlöstes av Ayutthayariket till 1770 då nuvarande kungadynasti inleddes.
Floden är farbar längs större delen av dess lopp. Den är en viktig transportled för människor och varor, inte minst i Bangkokområdet där den kompletterar tunnelbana och högbana.
Klimatet längs med flodens nedre lopp och delta är tropiskt savannklimat (Aw), med dagstemperaturer på 24–40 grader Celsius.

## Galleri

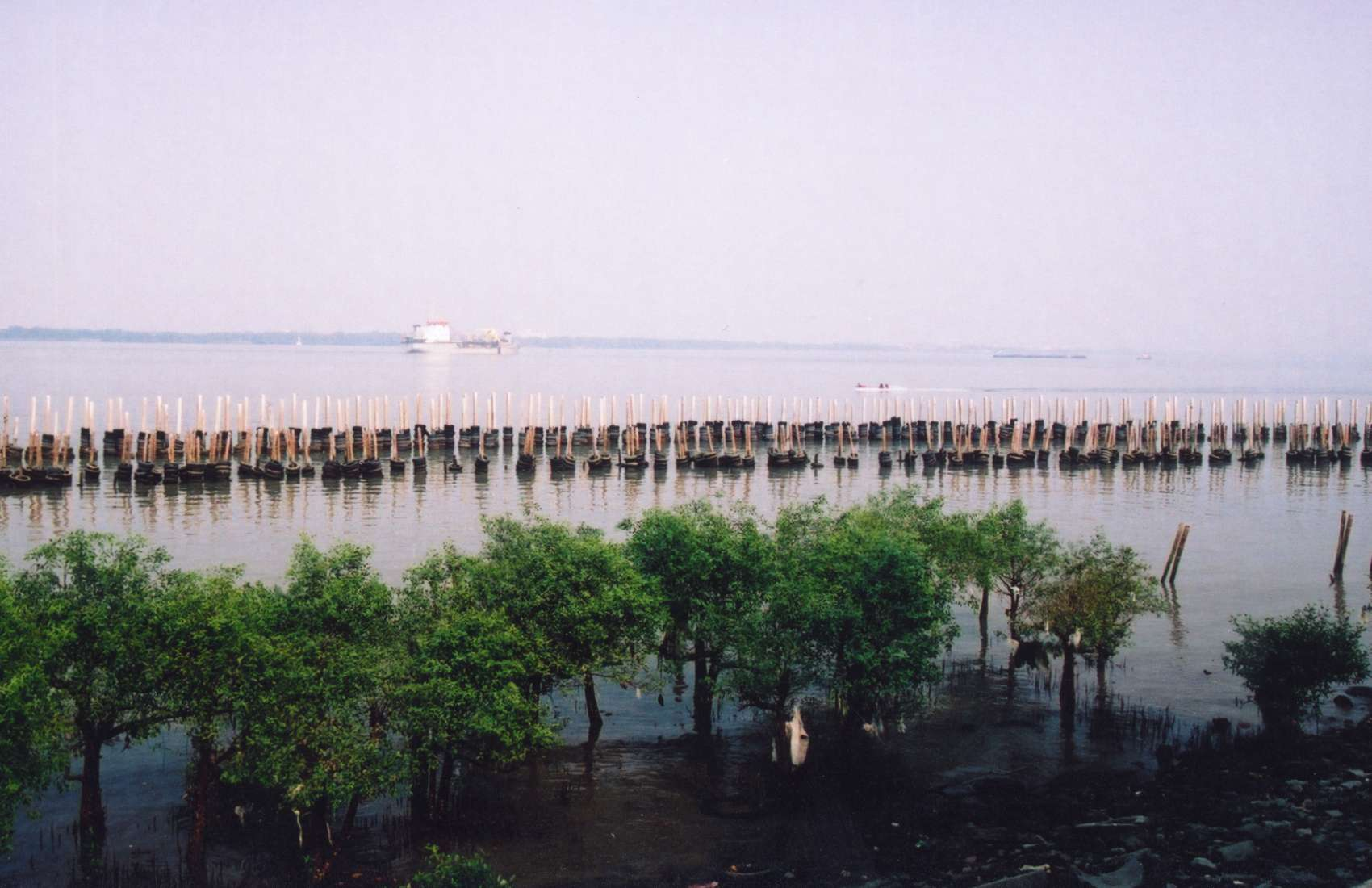
Chao Phraya i Samut Prakan.
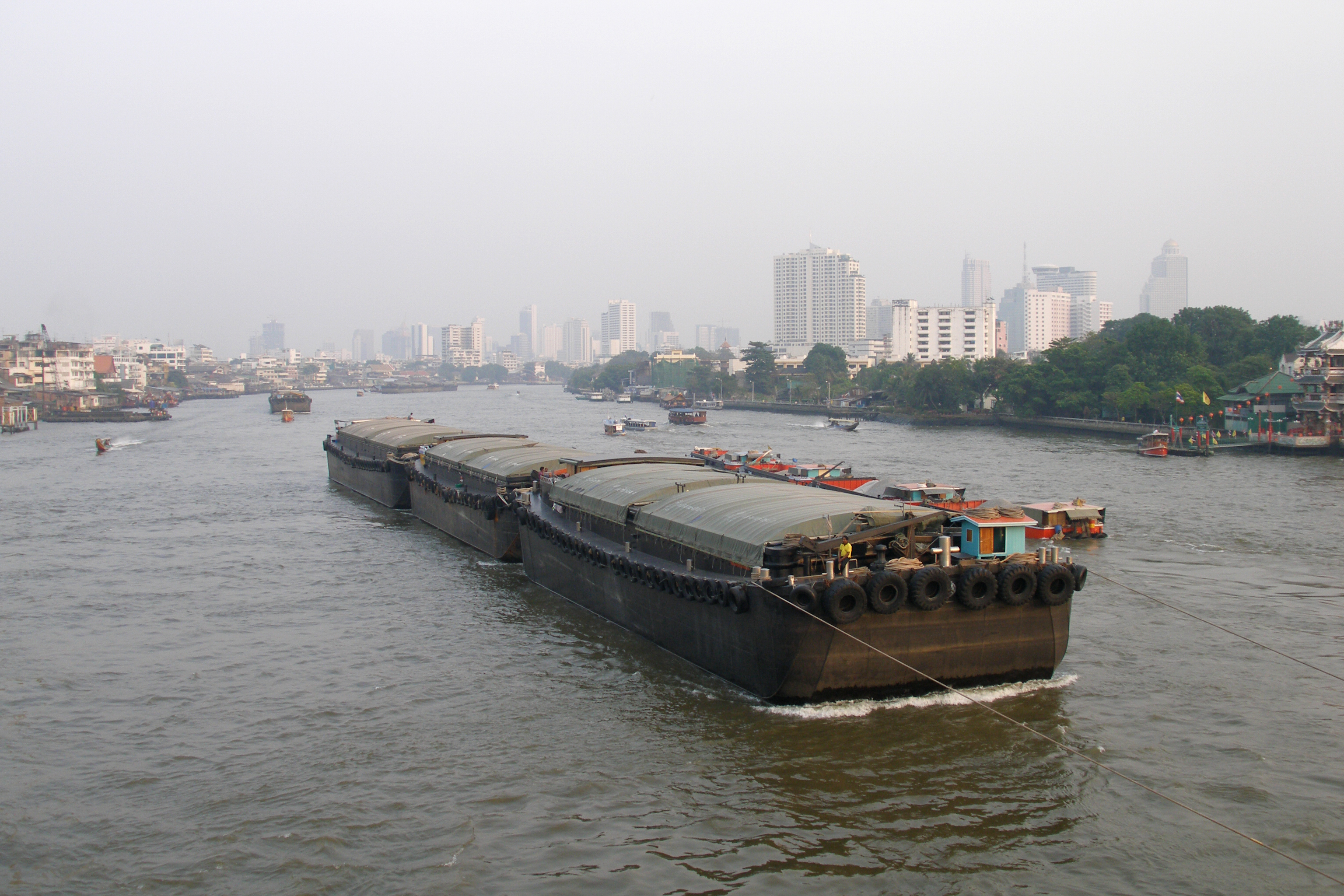
Floden vid Bangkok.
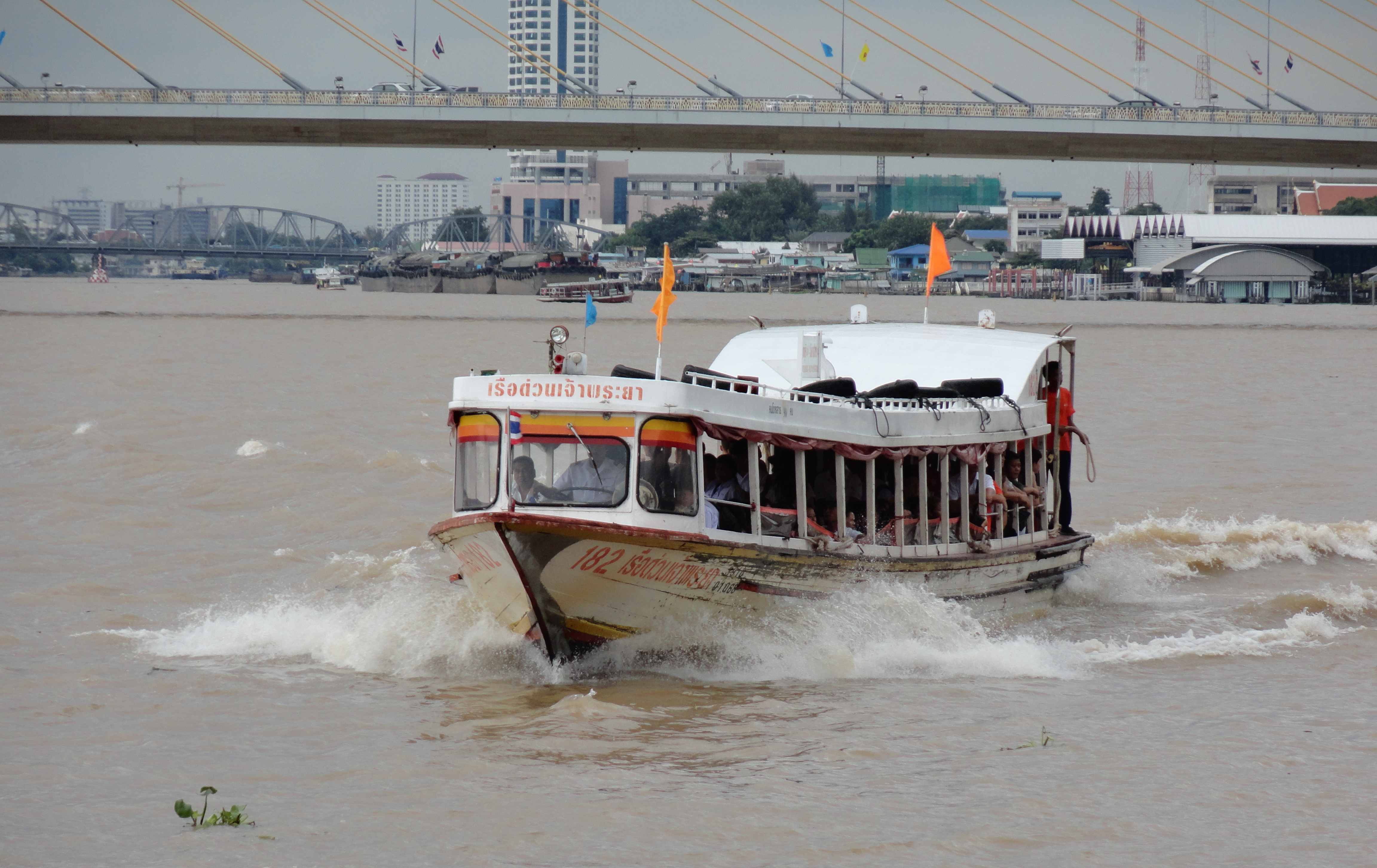
Bangkok, Chao Phraya Express Boat.